# Kriss de Valnor (personnage)
Pour les articles homonymes, voir Kriss de Valnor.
Kriss de Valnor est un personnage de la série de bande dessinée Thorgal, qui apparaît aussi dans les séries dérivées Les Mondes de Thorgal et Thorgal Saga.
Elle apparaît comme une toute jeune femme pour la première fois dans le tome 9 (Les Archers) et prend rapidement une grande importance dans les aventures de Thorgal Aegirsson. Parfois ennemie, parfois amie, attirée par l'or et le pouvoir avant tout, elle finit par tomber amoureuse de Thorgal, qui est pourtant à des lieues de sa manière de penser.

## Biographie de fiction
Kriss fait montre d'un cynisme absolu, marquée par son enfance difficile, guidée par l'appât du gain, arrogante, indépendante, volontiers cruelle et sans pitié.
Après que Thorgal a décidé de quitter Aaricia et ses deux enfants, Jolan et Louve, pour les préserver de son destin qu'il juge dangereux pour eux (T.17 La Gardienne des clés), il rencontre de nouveau Kriss de Valnor aux prises avec une rébellion, convoitant une arme magique (T.18 L'Épée-soleil). À la fin de cet album, malgré les réticences de Thorgal, elle l'accompagne dans son voyage.
Thorgal veut changer de destin et effacer son nom du livre des Dieux (T.19 La Forteresse invisible). À la suite de plusieurs aventures, il parvient à ses fins… Mais le prix à payer est lourd : alors qu'il est devenu amnésique, Kriss de Valnor lui redonne une identité, le nommant Shaïgan et lui faisant croire qu'ils forment un couple de pirates. Durant quelques années, ils mettent la côte à feu et à sang, entraînant le bannissement d'Aaricia et de ses enfants de son village lorsque Thorgal est identifié comme le pirate Shaïgan-sans-merci par un rescapé d'un massacre (T.20 La Marque des bannis). Elle réduit en esclavage Aaricia et Louve, tandis que Jolan parvient à échapper aux hommes qui menacent de le capturer. Dès lors, ce dernier n'a de cesse de retrouver sa mère et sa sœur (T.21 La Couronne d'Ogotaï), et les sauve de leur sort, en affrontant Kriss.
On la retrouve encore au tome 22 (Géants). Thorgal sent qu'il n'est pas fait pour cette vie de pillage et de meurtre. À la suite d'un service qu'il rend aux Dieux, ceux-ci acceptent de lui restituer son nom et son destin. Kriss tente alors de le tuer, mais il parvient à lui échapper.
On la retrouve dans le tome 28 (Kriss de Valnor), dont elle est le personnage éponyme. À la suite du départ de Thorgal, elle perd son statut de chef pirate. Elle doit fuir en bateau mais fait naufrage. Elle est repêchée par une galère. Elle frappe « là ou ça fait mal » un officier qui tente d'abuser d'elle. Pour se venger, l'officier la condamne à trois ans de travaux forcés. Elle est emprisonnée dans des mines, où elle devient gardienne. Elle aide Aaricia ainsi que Jolan et Louve à fuir, en profitant des aptitudes des enfants de Thorgal. On apprend aussi dans ce tome l'existence de son jeune fils Aniel (dont Thorgal est le père) qui a eu les cordes vocales coupées, et qu'elle emmène avec eux. 
À la fin de l'album qui porte son nom, elle se sacrifie pour permettre à Aaricia, Jolan, Aniel, Louve et Thorgal de fuir. Elle se réveille plus tard au palais des Walkyries, où un procès en son nom a lieu.
Le tome 30 (Moi, Jolan), nous apprend que Kriss de Valnor est la fille de Kahaniel de Valnor et donc la demi-sœur de Manthor. Elle est née après que Kahaniel a payé sa mère pour engendrer un descendant. Ce dernier devait en effet mourir à la fin du jour mais grâce à sa magie, il doit se réincarner lors du dixième anniversaire de son premier héritier mâle, qui s'avère être le fils de sa propre fille et de Thorgal, Aniel.

## Arbre généalogique
|        |        |        |        |         |         |         |         |                    |                    |                    |                    |                    |                    |                 |                 |                 |                 |        |        |                 |                 |                 |                 |                 |                 |              |              |                      |                      |                      |                      | Xargos/Tanatloc      |                      |        |        |                        |                        |                        |                        |                        |                        |                |                |                   |                   |                   |                   |                   |                   |       |       |       |       |
|        |        |        |        |         |         |         |         |                    |                    |                    |                    |                    |                    |                 |                 |                 |                 |        |        |                 |                 |                 |                 |                 |                 |              |              |                      |                      |                      |                      |                      |                      |        |        |                        |                        |                        |                        |                        |                        |                |                |                   |                   |                   |                   |                   |                   |       |       |       |       |
| Vylnia | Vylnia | Vylnia | Vylnia | Vylnia  | Vylnia  |         |         | Kahaniel de Valnor | Kahaniel de Valnor | Kahaniel de Valnor | Kahaniel de Valnor | Kahaniel de Valnor | Kahaniel de Valnor |                 |                 | Olgave          | Olgave          | Olgave | Olgave | Olgave          | Olgave          |                 |                 | Varth/Ogotaï    | Varth/Ogotaï    | Varth/Ogotaï | Varth/Ogotaï | Varth/Ogotaï         | Varth/Ogotaï         |                      |                      | Haynée               | Haynée               | Haynée | Haynée | Haynée                 | Haynée                 |                        |                        | Gandalf-le-fou         | Gandalf-le-fou         | Gandalf-le-fou | Gandalf-le-fou | Gandalf-le-fou    | Gandalf-le-fou    |                   |                   | Kayla             | Kayla             | Kayla | Kayla | Kayla | Kayla |
| Vylnia | Vylnia | Vylnia | Vylnia | Vylnia  | Vylnia  |         |         | Kahaniel de Valnor | Kahaniel de Valnor | Kahaniel de Valnor | Kahaniel de Valnor | Kahaniel de Valnor | Kahaniel de Valnor |                 |                 | Olgave          | Olgave          | Olgave | Olgave | Olgave          | Olgave          |                 |                 | Varth/Ogotaï    | Varth/Ogotaï    | Varth/Ogotaï | Varth/Ogotaï | Varth/Ogotaï         | Varth/Ogotaï         |                      |                      | Haynée               | Haynée               | Haynée | Haynée | Haynée                 | Haynée                 |                        |                        | Gandalf-le-fou         | Gandalf-le-fou         | Gandalf-le-fou | Gandalf-le-fou | Gandalf-le-fou    | Gandalf-le-fou    |                   |                   | Kayla             | Kayla             | Kayla | Kayla | Kayla | Kayla |
|        |        |        |        |         |         |         |         |                    |                    |                    |                    |                    |                    |                 |                 |                 |                 |        |        |                 |                 |                 |                 |                 |                 |              |              |                      |                      |                      |                      |                      |                      |        |        |                        |                        |                        |                        |                        |                        |                |                |                   |                   |                   |                   |                   |                   |       |       |       |       |
|        |        |        |        |         |         |         |         |                    |                    |                    |                    |                    |                    |                 |                 |                 |                 |        |        |                 |                 |                 |                 |                 |                 |              |              |                      |                      |                      |                      |                      |                      |        |        |                        |                        |                        |                        |                        |                        |                |                |                   |                   |                   |                   |                   |                   |       |       |       |       |
|        |        |        |        | Manthor | Manthor | Manthor | Manthor | Manthor            | Manthor            |                    |                    | Kriss de Valnor    | Kriss de Valnor    | Kriss de Valnor | Kriss de Valnor | Kriss de Valnor | Kriss de Valnor |        |        |                 |                 |                 |                 |                 |                 |              |              | Thorgal Aegirsson    | Thorgal Aegirsson    | Thorgal Aegirsson    | Thorgal Aegirsson    | Thorgal Aegirsson    | Thorgal Aegirsson    |        |        | Aaricia Gandalfsdóttir | Aaricia Gandalfsdóttir | Aaricia Gandalfsdóttir | Aaricia Gandalfsdóttir | Aaricia Gandalfsdóttir | Aaricia Gandalfsdóttir |                |                | Björn Gandalfsson | Björn Gandalfsson | Björn Gandalfsson | Björn Gandalfsson | Björn Gandalfsson | Björn Gandalfsson |       |       |       |       |
|        |        |        |        | Manthor | Manthor | Manthor | Manthor | Manthor            | Manthor            |                    |                    | Kriss de Valnor    | Kriss de Valnor    | Kriss de Valnor | Kriss de Valnor | Kriss de Valnor | Kriss de Valnor |        |        |                 |                 |                 |                 |                 |                 |              |              | Thorgal Aegirsson    | Thorgal Aegirsson    | Thorgal Aegirsson    | Thorgal Aegirsson    | Thorgal Aegirsson    | Thorgal Aegirsson    |        |        | Aaricia Gandalfsdóttir | Aaricia Gandalfsdóttir | Aaricia Gandalfsdóttir | Aaricia Gandalfsdóttir | Aaricia Gandalfsdóttir | Aaricia Gandalfsdóttir |                |                | Björn Gandalfsson | Björn Gandalfsson | Björn Gandalfsson | Björn Gandalfsson | Björn Gandalfsson | Björn Gandalfsson |       |       |       |       |
|        |        |        |        |         |         |         |         |                    |                    |                    |                    |                    |                    |                 |                 |                 |                 |        |        |                 |                 |                 |                 |                 |                 |              |              |                      |                      |                      |                      |                      |                      |        |        |                        |                        |                        |                        |                        |                        |                |                |                   |                   |                   |                   |                   |                   |       |       |       |       |
|        |        |        |        |         |         |         |         |                    |                    |                    |                    |                    |                    |                 |                 |                 |                 |        |        |                 |                 |                 |                 |                 |                 |              |              |                      |                      |                      |                      |                      |                      |        |        |                        |                        |                        |                        |                        |                        |                |                |                   |                   |                   |                   |                   |                   |       |       |       |       |
|        |        |        |        |         |         |         |         |                    |                    |                    |                    |                    |                    |                 |                 |                 |                 |        |        | Aniel de Valnor | Aniel de Valnor | Aniel de Valnor | Aniel de Valnor | Aniel de Valnor | Aniel de Valnor |              |              | Louve Thorgalsdóttir | Louve Thorgalsdóttir | Louve Thorgalsdóttir | Louve Thorgalsdóttir | Louve Thorgalsdóttir | Louve Thorgalsdóttir |        |        | Jolan Thorgalsson      | Jolan Thorgalsson      | Jolan Thorgalsson      | Jolan Thorgalsson      | Jolan Thorgalsson      | Jolan Thorgalsson      |                |                |                   |                   |                   |                   |                   |                   |       |       |       |       |

## Critiques
Dans une critique de l'album des Mondes de Thorgal Le Maître de justice, Romain Brethes décrit Kriss de Valnor comme « l'un des plus beaux personnages féminins jamais créés en bande dessinée ».